# Patricia Heaton

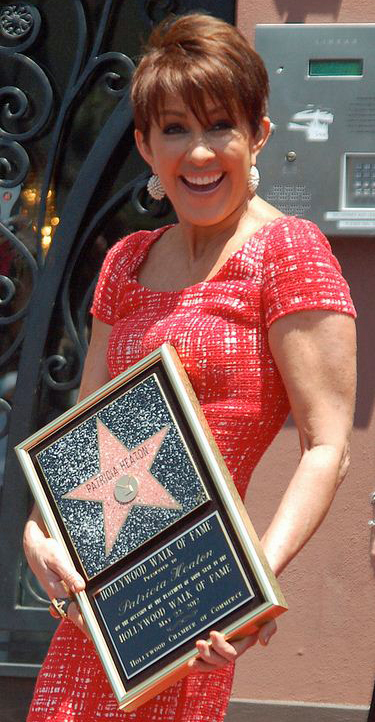
Heaton maj 2012

Patricia Heaton, född 4 mars 1958 i Bay Village, Ohio, är en amerikansk skådespelare. 
Heaton är mest känd för sin roll som Debra Barone i TV-serien Alla älskar Raymond på CBS.

## Filmografi (urval)
- 1992 – Beethoven
- 1996-2005 - Alla älskar Raymond (TV-serie)
- 2007-2008 - Back to You (TV-serie)
- 2009-2018 - The Middle (TV-serie)
- 2025 – The Ritual